# کنوانسیون ورشو
کنوانسیون یکسان‌سازی قوانین مشخص در رابطه با حمل و نقل بین‌المللی از طریق آسمان، که معمولاً تحت عنوان کنوانسیون ورشو شناخته می‌شود، معاهده‌ای است که مسئولیت بین‌المللی در مورد حمل و نقل افراد، توشه یا کالاها از طریق هواپیما را تنظیم می‌کند.

## مطالب
دارای پنج فصل می‌باشد:
- فصل اول – تعاریف
- فصل دوم – اسناد و مدارک حمل و نقل؛ توشه و بلیط مسافر
- فصل سوم – مسئولیت حامل
- فصل چهارم – مقررات مربوط به حمل و نقل ترکیبی
- فصل پنجم – مقررات کلی و نهایی

## تصویب
تا سال ۲۰۱۵، کنوانسیون ورشو توسط ۱۵۲ کشور تصویب شده بود. پروتکل الحاقی کنوانسیون توسط ۱۳۷ کشور تصویب شد.